# Le Boullay-Thierry
Le Boullay-Thierry ist eine französische Gemeinde mit 585 Einwohnern (Stand: 1. Januar 2022) im Département Eure-et-Loir in der Region Centre-Val de Loire; sie gehört zum Arrondissement Dreux und zum Kanton Dreux-2. 

## Geographie
Le Boullay-Thierry liegt etwa elf Kilometer südsüdöstlich von Dreux. Umgeben wird Le Boullay-Thierry von den Nachbargemeinden Le Boullay-Mivoye im Norden und Westen, Villemeux-sur-Eure im Norden und Nordosten, Ormoy im Osten, Serazereux im Süden sowie Tremblay-les-Villages im Westen und Südwesten.
Am Westrand der Gemeinde führt die Route nationale 154 entlang.

## Bevölkerungsentwicklung
| 1962                       | 1968 | 1975 | 1982 | 1990 | 1999 | 2006 | 2018 |
| -------------------------- | ---- | ---- | ---- | ---- | ---- | ---- | ---- |
| 240                        | 234  | 282  | 324  | 348  | 483  | 526  | 556  |
| Quellen: Cassini und INSEE |      |      |      |      |      |      |      |

## Sehenswürdigkeiten
- Kirche Saint-Lubin aus dem 13. Jahrhundert, Umbauten aus dem 15. Jahrhundert, Monument historique seit 2007
- Schloss Le Boullay-Thierry aus dem 17./18. Jahrhundert, seit 2007 Monument historique

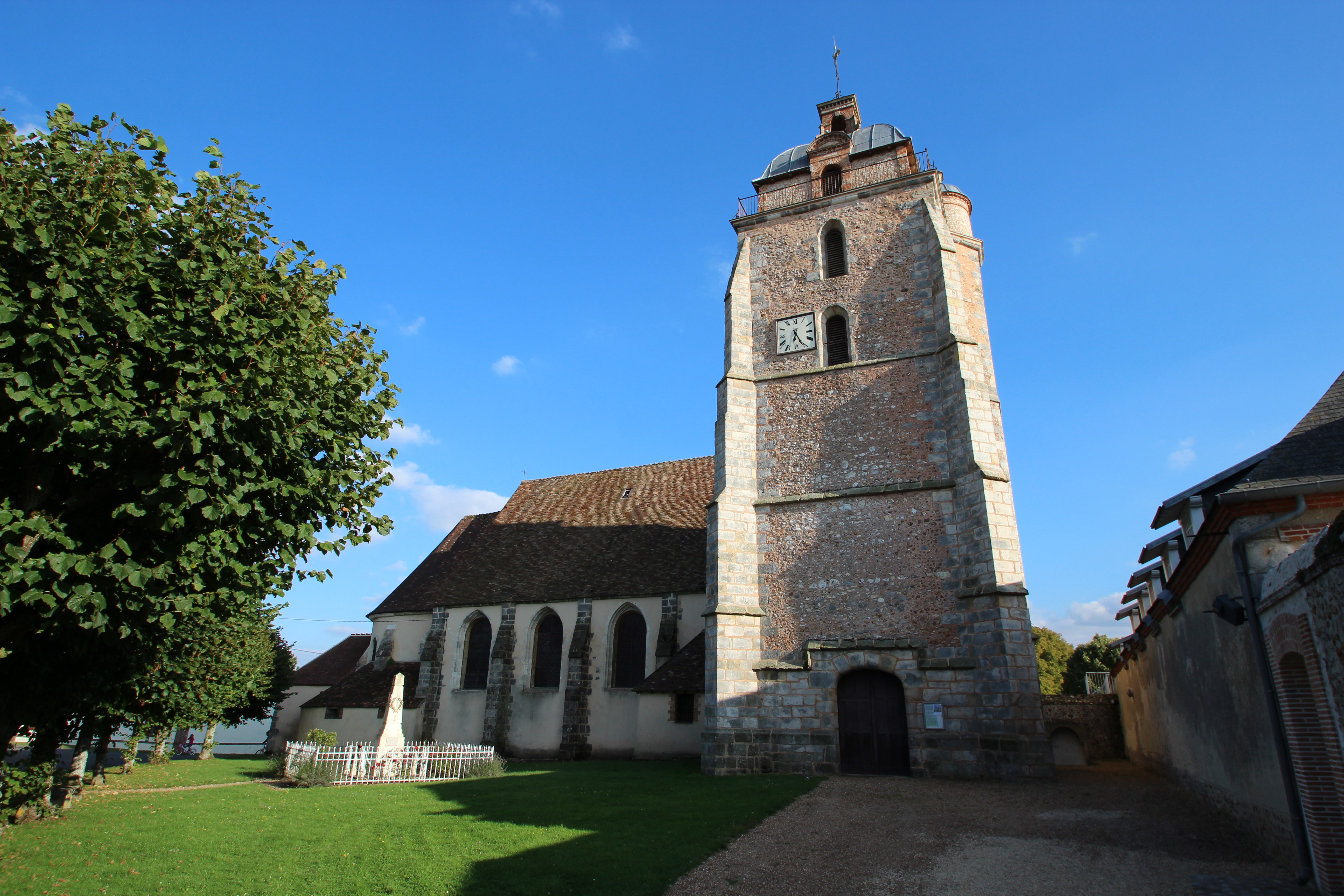
Kirche Saint-Lubin
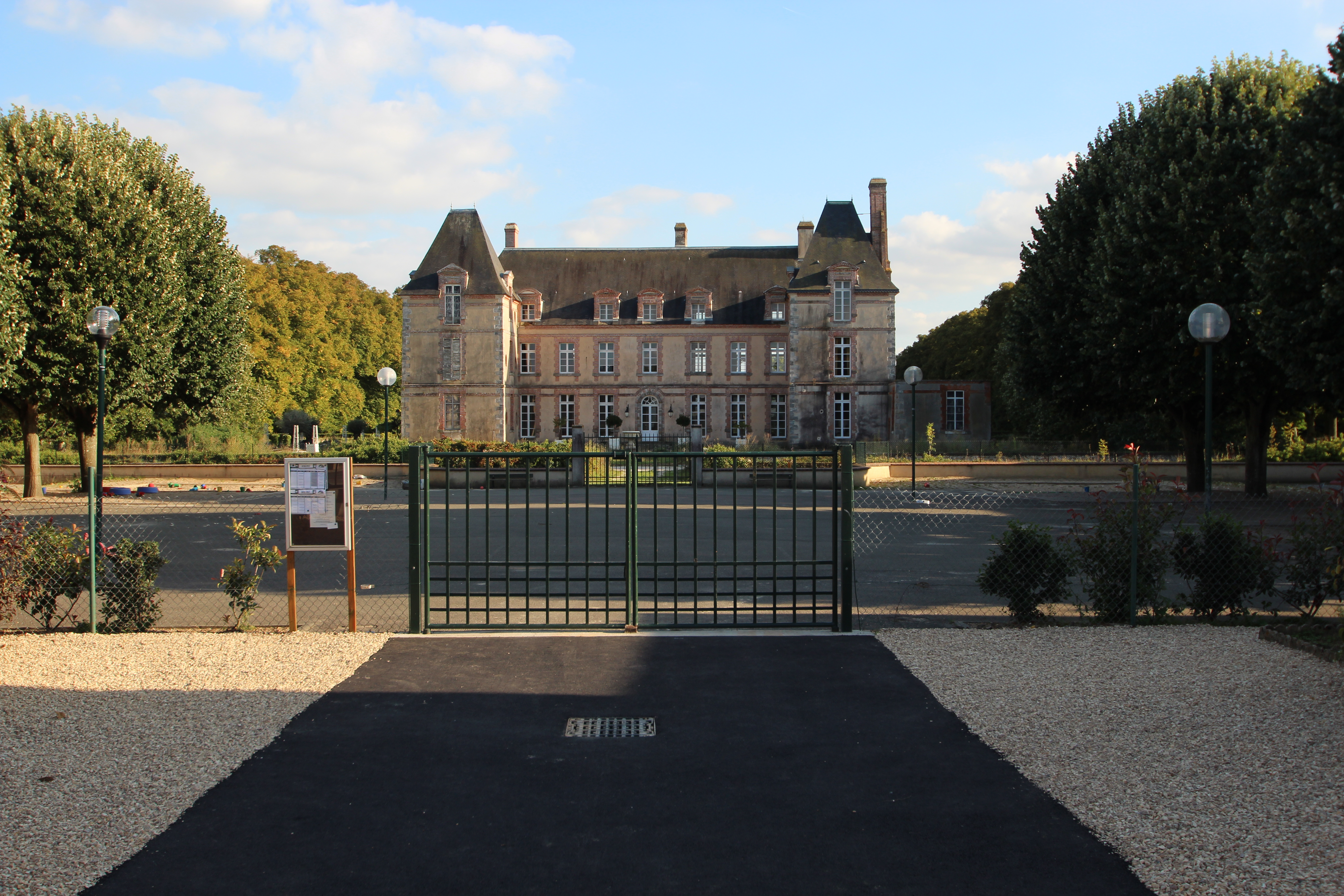
Schloss Le Boullay-Thierry

## Persönlichkeiten
- Antoine Omer Talon (1760–1811), Konterrevolutionär
- Zoé Talon (1785–1852), Mätresse Ludwig XVIII.